# Calyptraea subreflexa
Calyptraea subreflexa is een slakkensoort uit de familie van de Calyptraeidae. De wetenschappelijke naam van de soort is voor het eerst geldig gepubliceerd in 1856 door Carpenter.